# 名古屋市営バス那古野営業所
座標: 北緯35度10分33.1秒 東経136度53分6.8秒 / 北緯35.175861度 東経136.885222度

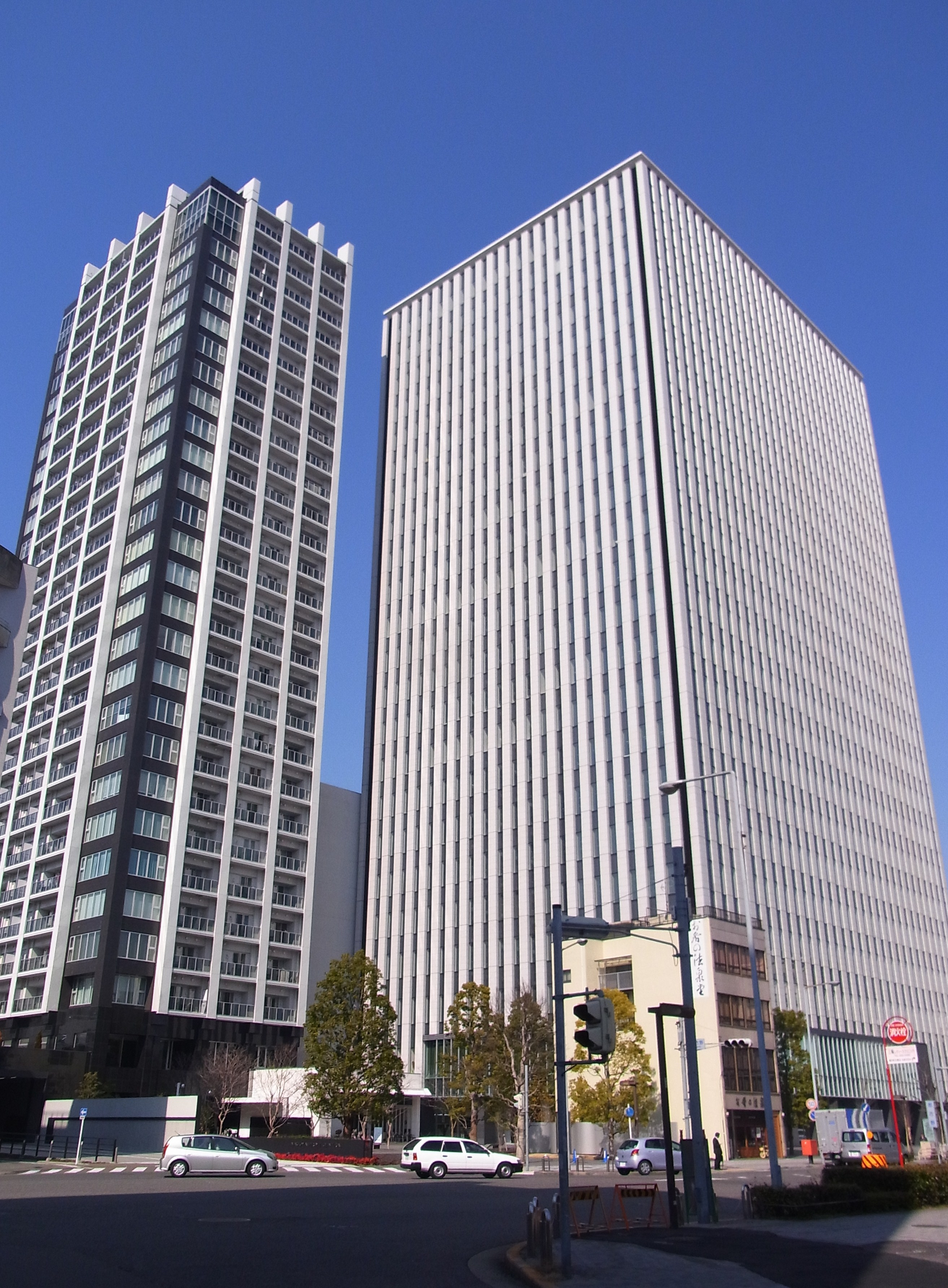
跡地に建つ名古屋プライムセントラルタワー（2011年2月）

名古屋市営バス那古野営業所（なごやしえいバスなごのえいぎょうしょ）は、愛知県名古屋市西区名駅二丁目にかつて存在した名古屋市営バスの営業所である。基幹バス新出来町線、名古屋中心部を走る都心ループ系統、主に名古屋駅を発着する一般路線バスを担当していた。当営業所が担当していた路線は、閉所後、浄心営業所に引き継がれている。
最寄りのバス停留所は那古野町（現存）であった。

## 沿革
- 1931年（昭和6年）2月21日：開所
- 2003年（平成15年）12月12日：閉所

## 廃止時担当路線

### 基幹2号系統
現在は浄心営業所（副担当：大森営業所・猪高営業所）が担当

### 幹名駅1号系統
現在は浄心営業所（副担当：楠営業所）が担当

### 名駅14号系統
現在は浄心営業所（副担当：楠営業所）が担当

### 名駅16号系統
現在は浄心営業所が担当

### 名駅17号系統
現在は浄心営業所（副担当：御器所営業所）が担当

### 名駅18号系統
現在は浄心営業所が担当

### 栄18号系統
現在は猪高営業所が担当

### 栄758号系統（都心ループ）
現在はC-758号系統として浄心営業所が担当

### 中区系統
現在は中巡回系統として御器所営業所が担当

## 現在
那古野営業所の跡地は、名古屋プライムセントラルタワーとなっている。同建物内にはバスの転回所が設置されている。

## 車両
三菱自動車（現在は三菱ふそうトラック・バス）製の車両で統一されていた。ただし、浄心営業所や御器所営業所の改修に伴う閉鎖時には、他メーカーの車両も配属されていた。基幹バスは、一般バスとは塗装が異なる専用の車両を使用していた。